# Med kroppen mot jorden
Med kroppen mot jorden är ett studioalbum från 1996 av Lisa Ekdahl.

## Låtlista
Alla sångerna är skrivna av Lisa Ekdahl.
1. Inte kan ödet vara så hårt – 4:07
2. Himlen och jag – 4:02
3. Små onda djävlar – 3:33
4. Jag tror han är en ängel – 1:43
5. En sten i mitt hjärta – 3:36
6. Skäl att vara motvalls – 1:53
7. Ur askan i elden – 3:41
8. Jag har sett en fjäril – 2:39
9. Hösten – 4:43
10. Med kroppen mot jorden – 3:08
11. Att älska är större – 3:13

## Medverkande
- Lisa Ekdahl – sång, gitarr
- Kenny Håkansson – gitarr
- Bill Öhrström – congas, slagverk, munspel
- Patrik Boman – bas
- Jörgen Ringqvist – trummor
- Peter Asplund – trumpet (spår 3)
- Gunnar Nordén – gitarr (spår 4, 10), bas (spår 8, 10)
- Nils Landgren – trombon (spår 5)
- Christina Wirdegren – cello (spår 11)

## Listplaceringar
| Lista (1996) | Topplacering |
| ------------ | ------------ |
| Sverige      | 1            |
| Norge        | 6            |